# Steven R. McQueen
Steven R.McQueen (n. 13 iulie 1988 în Los Angeles, California) este un actor american, cel mai notabil datorită rolului Jeremy Gilbert din serialul The Vampire Diaries.

## Biografie
Steven s-a născut în Los Angeles, California. Este nepotul actorului Steve McQueen. Are 2 surori și un frate.

## Cariera
A jucat în filme ca: Minutemen, Piranha 3D și seriale unde are roluri episodice: Threshold, Everwood, Numb3rs, Without a Trace, CSI: Miami și The Vampire Diaries.

## Viața personală
În 2010 s-a întîlnit cu Candice Accola,partenera sa de filmări ai serialului The Vampire Diaries.În momentul prezent se întâlnește cu  Olivia Pickren.